# Richmond Hill
Richmond Hill és un municipi d'Ontario (Canadà). Al cens del 2017 hi havia una població de 195.022 habitants.

## Situació
Richmond Hill es troba a la zona de Toronto.
La ciutat va ser fundada oficialment el 18 de juny de 1872.

## Història
El primer creixement de Richmond Hill va estar estretament lligat al desenvolupament de Yonge Street, proposat per John Graves Simcoe, primer tinent governador de l'Alt Canadà, com a carrer militar. Més tard, els agricultors dels pobles situats al nord de Richmond Hill van utilitzar Yonge Street per arribar als mercats de Toronto. La ciutat de Richmond Hill ha crescut a causa d’aquest moviment de gent i de la seva proximitat a Toronto.

## Lema
El lema oficial de Richmond Hill és In the rose I bloom. A principis del segle xx, Richmond Hill va ser el lloc més important per al cultiu de roses al Canadà.
Més recentment, també s’utilitza el lema Una mica al nord, una mica més agradable. Aquest lema no oficial suggereix que la ciutat de Richmond Hill, situada just al nord de la capital provincial (Toronto), és una mica més desitjable que aquesta per la seva qualitat de vida.

## Economia
Hi ha moltes empreses i indústries a Richmond Hill. Hi ha empreses tecnològiques com CGI. També hi ha una empresa immobiliària Peaceland Realty Group.

## Demografia
| 2001   | 2006   | 2011   | 2016   |
| ------ | ------ | ------ | ------ |
| 132030 | 162704 | 185541 | 195022 |

## Personalitats
- Kathleen Wynne, actual primera ministra d'Ontario
- Mike Cammalleri, jugador d'hoquei que juga amb Los Angeles Kings
- Trish Stratus, antic lluitador i model canadenc
- Wendy_Son del grup sud-coreà Red Velvet
- Connor McDavid, capità dels Edmonton Oilers de la National Hockey League.
- Sam Bennett, centre de Calgary Flames a la Lliga Nacional d'Hoquei